# Mark Kennedy
Mark John Kennedy (Dublin, 15 mei 1976) is een voormalig Iers voetballer die zowel in de verdediging als op het middenveld speelde.
Hij debuteerde in 1995 in het Iers voetbalelftal en kwam tot 34 officiële interlands (vier doelpunten) voor zijn vaderland. Kennedy kwam uit voor Ipswich Town, Cardiff City, Crystal Palace, Wolverhampton Wanderers, Manchester City, Wimbledon, Queens Park Rangers en Liverpool.